# Hypermaepha sanguinea
Hypermaepha sanguinea är en fjärilsart som beskrevs av Butler 1878. Hypermaepha sanguinea ingår i släktet Hypermaepha och familjen björnspinnare. Inga underarter finns listade i Catalogue of Life.